# Bracon sulcifronsior
Bracon sulcifronsior är en stekelart som beskrevs av Roy D. Shenefelt 1978. Bracon sulcifronsior ingår i släktet Bracon och familjen bracksteklar. Inga underarter finns listade.